# Cavalgada (filme)
Cavalgada  (Cavalcade) é um filme estadunidense de 1933, do gênero drama, dirigido por Frank Lloyd. O roteiro, escrito por Reginald Berkeley e Sonya Levien, é baseado em peça de teatro de mesmo nome de Noël Coward, escrita em 1931. O filme foi indicado a quatro Oscars, tendo ganho em três categorias, Melhor Filme e Melhor Diretor, e Melhor Direção de Arte.

## Sinopse
O filme mostra uma visão da vida britânica desde a Véspera de Ano Novo de 1899 até o Dia de Ano Novo de 1933, através dos olhos de uma família inglesa de classe alta, os Marryots, e de seus empregados, os Bridges. Clive Brook (Robert Marryot) e Diana Wynyard (Jane Marryot) retratam os Marryots, no "andar de cima", enquanto Herbert Mundín (Alfred Bridges) e Una O'Connor (Ellen Bridges) representam os Bridges no "andar de baixo". Os triunfos e tragédias de ambos os patrõess e empregados são colocados em contexto com a morte da Rainha Vitória, o naufrágio do Titanic, a Guerra dos Boers, a Primeira Guerra Mundial, a Era do Jazz, e a Grande Depressão. Ambas as classes têm seus problemas com seus filhos, quais sejam a predileção dos seus descendentes em se opor a autoridade, em se casar com as pessoas erradas, morrer nos momentos menos oportunos. O destaque do filme foi também a cena mais comentada na peça original: os recém-casados Edward Marryot (John Warburton) e Edith Harris (Margaret Lindsay), discutindo o seu futuro, enquanto em seu cruzeiro de lua de mel, ao que é revelado, no desvanecimento da cena, os dois em pé na frente de um colete salva-vidas onde pode-se ler o nome "Titanic".

## Elenco
- Diana Wynyard .... Jane Marryot
- Clive Brook .... Robert Marryot
- Una O'Connor .... Ellen Bridges
- Herbert Mundin .... Alfred Bridges
- Beryl Mercer .... cozinheiro
- Irene Browne .... Margaret Harris
- Tempe Pigott .... sra. Snapper
- Merle Tottenham    .... Annie
- Frank Lawton .... Joe Marryot
- Ursula Jeans .... Fanny Bridges

## Produção
Uma equipe de cinegrafistas foi enviada a Londres para gravar a produção teatral original para servir de guia para a adaptação cinematográfica.
Inicialmente, Frank Borzage iria dirigir a produção, mas ele viajara em junho de 1932 para trabalhar em outro projeto. O chefe de produção da Fox Winfield Sheehan decidiu usar um diretor britânico, devido à localização do filme, e Frank Lloyd foi trazido a bordo. A produção se deu do início de outubro a 29 de novembro de 1932.
Os atores Una O'Connor, Irene Browne e Merle Tottenham repetiram na produção cinematográfica os papéis que já haviam desempenhado na montagem teatral em Londres, em 1931.
O filme foi um dos primeiros a usar as palavras inglesas "damn" (maldito) e "hell" (inferno), como em "Hell of a lot". Vocábulos estes que já haviam sido utilizados na peça. Houve uma grande preocupação por parte da Censura de que isso poderia criar um precedente. Por fim, a Censura chegou à conclusão de que a profanação leve "não poderia ofender nenhuma pessoa; e, no fim das contas, esse era o verdadeiro propósito da Censura. E quanto a preocupação de o uso dos vocábulos criar um precedente que poderia ser seguido por outros produtores, a melhor resposta seria a de que qualquer um que for capaz de criar um filme tão bom quanto Cavalgada pode ser justificado como tendo seguido o precedente."

## Lançamento e recepção
O filme teve sua estreia em Nova York, em 5 de janeiro de 1933, mas não começou a ser mostrado nos cinemas até 15 de abril do mesmo ano.
O filme foi o segundo mais popular nos EUA em 1933, e arrecadou mais de US$ 1 milhão na Inglaterra. A produção veio a ter um lucro estimado de £2.500.000 durante seu lançamento inicial.
Mordaunt Hall do jornal The New York Times chamou o filme de o "mais tocante e impressionante" e acrescentou: " Em todas as suas cenas há uma atenção meticulosa aos detalhes, não só nos cenários ... mas também na seleção dos atores ... ele se desenrola com tal bom gosto e contenção que muitos olhos aõ de ficar marejados depois de testemunhar esta produção."
O filme tem atualmente uma classificação de 57% de aprovação no site especializado em cinema Rotten Tomatoes,  com o site informando o consenso dos críticos em que "Embora solidamente atuado e agradável de se olhar, Cavalgada apresenta falta de coesão, e sacrifica emoção verdadeira para dar espaço a pieguice."

## Prêmios e honras
A atriz Diana Wynyard teve seus pés eternizados na Calçada da Fama graças so sucesso do filme.
Oscar 1934 (EUA)
- Venceu nas categorias de melhor filme, melhor diretor e melhor direção de arte
- Indicado na categoria de melhor atriz (Diana Wynyard)